# Pare Ale
Pare Ale – wieś w Iranie, w ostanie Lorestan. W 2006 roku miejscowość liczyła 81 mieszkańców w 17 rodzinach.